# HD35353
HD35353 — хімічно пекулярна зоря спектрального класу A0, що має видиму зоряну величину в смузі V приблизно  7,7.
Вона  розташована на відстані близько 446,8 світлових років від Сонця.

## Пекулярний хімічний вміст
Зоряна атмосфера HD35353 має підвищений вміст 
Cr
.